# Lilium pinifolium
Lilium pinifolium (em chinês: 松叶百合|song ye bai he) é uma espécie de planta com flor, pertencente à família Liliaceae. É nativa da província de Yunnan, República da China. A planta é encontrada em florestas a uma altitude de 3300–3400 m.